# Sarcophaga yorkii
Sarcophaga yorkii är en tvåvingeart som beskrevs av Parker 1920. Sarcophaga yorkii ingår i släktet Sarcophaga och familjen köttflugor.
Artens utbredningsområde är New York. Inga underarter finns listade i Catalogue of Life.